# 정성곤
정성곤(鄭盛坤, 1996년 7월 10일 ~ )은 전 KBO 리그 SSG 랜더스의 투수이다.

## 아마추어 시절
인창고등학교 3학년 때인 2014년 후기 주말 리그부터 기량이 급상승하며 스카우터들의 이목을 집중시켰다. 6월 22일 상우고전에서 7이닝 14탈삼진, 무피안타를 기록했고 7회 콜드 게임으로 노히트 노런을 달성했다. 8월 22일 대통령배 전국고교야구대회에서 경동고를 상대로 9이닝 14탈삼진, 1실점 완투승을 기록하며 고교 좌완 최강자로 떠올랐다.

## kt 위즈시절
2015년 신인 드래프트에서 2차 2라운드 전체 14순위로 입단하였다.
2015년 시즌에 선발진에 포함되며 20경기에 출전했으나 58이닝 2승 6패, 8점대 평균자책점으로 부진했다.
2016년 시즌 초 선발로 활약하다 페이스가 점차 떨어지며 6월부터 불펜으로 보직이 변경됐다. 이후 8월 25일 다시 선발로 복귀해 7이닝 무실점으로 호투했으나 계속 기복이 심한 모습을 보였다. 시즌 28경기에 등판해 66.1이닝 7패, 5점대 평균자책점을 기록했다.
2017년 시즌에 당시 새 감독으로 부임한 김진욱 체제에서 좌완 선발의 희소성을 고려해 가장 꾸준히 선발 기회를 얻었지만 3승 12패, 8점대 평균자책점으로 부진했다. 특히 5월 5일 한화전에서 5이닝 15피안타(1피홈런), 12실점으로 KBO 리그 역대 한 경기 최다 실점 공동 4위에 올랐다.
2018년 시즌에 왼쪽 팔꿈치 통증으로 스프링 캠프에서 조기 귀국 후 재활했다. 여기에 발목 부상까지 겹치며 7월 31일이 돼서야 1군 경기에 출전했다. 1군에 등록되자마자 한화 이글스전에서 1이닝 무실점으로 구원승을 달성했다. 후반기 24경기에서 모두 불펜으로 등판해 24.1이닝 1승, 5홀드, 2점대 평균자책점을 기록했다.

## 상무 야구단시절
2020년에 입단하였다.

## SSG 랜더스시절
2022년 5월 22일 당시 SSG 랜더스 소속이었던 이채호와 1:1 트레이드를 통해 이적하였다.

## 국가대표 경력
- 2014년 아시아 청소년 야구 선수권 대회 국가대표로 뽑혔다. 4강전인 필리핀전에서 3.2이닝 1피안타, 8탈삼진, 무실점으로 승리 투수가 됐고, 일본과의 결승전에서 선발 엄상백의 뒤를 이어 구원 등판해 1.2이닝 무피안타, 무실점 세이브를 기록해 한국이 아시아 정상에 재등극하는데 기여했다.
- 2016년 시즌 후 제 1회 U-23 야구 월드컵 국가대표로 뽑혔다. 파나마와의 3-4위 순위 결정전에서 선발 등판해 9이닝 4피안타, 4탈삼진, 3실점을 기록해 완투승을 거두며 한국의 동메달 획득에 크게 기여했다.

## 출신 학교
- 서울역삼초등학교
- 휘문중학교
- 경기 인창고등학교

## 통산 기록
| 연도 | 팀명  | 평균자책점 | 경기 | 완투 | 완봉 | 승 | 패 | 세 | 홀 | 승률  | 타자 | 이닝 | 피안타 | 피홈런 | 볼넷 | 사구 | 탈삼진 | 실점 | 자책점 |
| ---- | ----- | ---------- | ---- | ---- | ---- | -- | -- | -- | -- | ----- | ---- | ---- | ------ | ------ | ---- | ---- | ------ | ---- | ------ |
| 2015 | kt    | 8.53       | 20   | 0    | 0    | 2  | 6  | 0  | 0  | 0.250 | 300  | 58   | 81     | 12     | 51   | 1    | 41     | 58   | 55     |
| 2016 | kt    | 5.83       | 28   | 0    | 0    | 0  | 7  | 0  | 0  | 0.000 | 304  | 66⅓  | 72     | 4      | 33   | 6    | 46     | 52   | 43     |
| 2017 | kt    | 8.11       | 26   | 0    | 0    | 3  | 12 | 0  | 0  | 0.200 | 511  | 107⅔ | 151    | 20     | 41   | 6    | 72     | 99   | 97     |
| 2018 | kt    | 2.96       | 24   | 0    | 0    | 1  | 0  | 0  | 5  | 1.000 | 104  | 24⅓  | 23     | 3      | 11   | 0    | 23     | 8    | 8      |
| 2019 | kt    | 5.53       | 52   | 0    | 0    | 3  | 3  | 8  | 11 | 0.500 | 248  | 53⅔  | 64     | 7      | 22   | 2    | 40     | 36   | 33     |
| 2022 | SSG   | 10.13      | 2    | 0    | 0    | 0  | 0  | 0  | 0  | 0.000 | 13   | 2⅔   | 1      | 1      | 3    | 1    | 3      | 3    | 3      |
| 2023 | SSG   | 10.18      | 6    | 0    | 0    | 0  | 0  | 0  | 0  | -     | 29   | 4⅓   | 8      | 2      | 7    | 0    | 3      | 9    | 5      |
| 통산 | 7시즌 | 6.93       | 158  | 0    | 0    | 9  | 28 | 8  | 16 | 0.243 | 1509 | 317  | 400    | 49     | 168  | 16   | 228    | 265  | 244    |

- 굵은 글씨는 해당 시즌 최고 기록